# Plasa Ceadâr-Lunga, județul Tighina
Plasa Ceadâr-Lunga avea, în anul 1930, 13 localități:
| Nr. crt. | Denumire localitate | Tip    | Raionul în care se află în prezent |
| -------- | ------------------- | ------ | ---------------------------------- |
| 1        | Avdarma             | comună | Găgăuzia                           |
| 2        | Bașcalia            | comună | Raionul Basarabeasca               |
| 3        | Beș-Ghioz           | comună | Găgăuzia                           |
| 4        | Ceadâr-Lunga        | comună | Găgăuzia                           |
| 5        | Chiriet-Lunga       | comună | Găgăuzia                           |
| 6        | Chirsova            | comună | Găgăuzia                           |
| 7        | Djoltai             | .      |                                    |
| 8        | Feraponteanca       | comună | Găgăuzia                           |
| 9        | Gaidari             | comună | Găgăuzia                           |
| 10       | Tomai               | comună | Găgăuzia                           |
| 11       | Tvardița            | comună | Raionul Taraclia                   |
| 12       | Valea-Perjei-Nouă   | comună | Raionul Cimișlia sau invers        |
| 13       | Valea-Perjei-Veche  | comună | Raionul Taraclia                   |